# Marie-Anne Toudouze
Pour les articles homonymes, voir Toudouze et Loire (homonymie).
Marie Loire, également connue sous le nom de Marie-Anne (ou parfois Marie-Anna, ou Anna) Toudouze par la critique littéraire, née le 17 juin 1857 à Lyon et morte le 16 juin 1923 à Neauphle-le-Vieux, est une peintre française.

## Biographie
Anne Marie Loire a des origines modestes. Elle nait en 1857 à Lyon de Jean Louis Frédéric Loire, plâtrier peintre, et d'Anne Jacqueson, épicière. À 17 ans, en 1874, quoique toujours domiciliée à Lyon, elle donne naissance à Paris à une fille, de père non dénommé. Elle est alors "ouvrière en cheveux". En 1883 elle fait établir un acte de reconnaissance de sa fille.
Quand elle expose pour la première fois en 1890, elle est l'élève de sa mère, puis elle suit l'enseignement d'Édouard Toudouze, professeur à l'Académie Jullian, qu'elle épousera en 1900 (les artistes Gustave Toudouze et Maurice Leloir, frère et cousin de son mari, sont témoins du mariage). Elle signe dès lors sous le nom de Marie-Anne Toudouze. Elle habite avant son mariage 13 rue du Mont-Dore à Paris (17e) et au 21 boulevard des Batignolles ensuite.
Marie-Anne Toudouze est essentiellement une portraitiste, une peintre de fleurs et de fruits et l'auteure de délicates scènes familiales ou d'intérieur. Elle expose de 1890 à 1911. Sa fille devient professeur de musique.
Elle figure au Salon des artistes français à partir de 1890 (La Bouquetière, Portrait de Mlle P.L…). En 1896, elle expose le portrait de sa fille ainsi qu'une figure de riche ménagère. En 1902, elle présente Harmonie et un portrait au pastel. Elle obtient une mention honorable en 1901 et une médaille de troisième classe en 1904 (étude de jeune fille). Elle envoie Ceinture dorée en 1905, Le croquet en 1907, une étude de ciel en 1908 et Portrait de Mme B.L… en 1909.
Elle prend part au salon de l'Union des femmes peintres et sculpteurs dès 1891 (pastels), en 1893 (une jeune paysanne normande, et une soubrette du Théâtre-Français), en 1898 (elle y remporte le 1er prix de l'Union pour L'heure du goûter et y expose aussi La petite sœur, pastels), 1902, 1904, 1905 (Virginités provocantes), 1906 (Une laitière, et de petits intérieurs), 1907, 1908 et 1911.
La Petite Soeur (1898) de Marie Loire a des éloges dans la presse: « une composition dont le charme désarme la critique », ou encore: « Mme Marie Loire semble être dans la note d'un vrai talent féminin, fait de grâce et d'aménité. Peu de choses lui suffit à nous intéresser : l'heure du goûter, la petite sœur, toutes visions douces, simples et captivantes. Mme Loire met en scène les enfants avec un goût rare. La Petite Soeur, charmant tableau de genre, au pastel (…) est bien un joli, joli dans le détail, joli dans l'ensemble, et vrai et touchant dans l'expression des têtes et des attitudes », même si le critique poursuit dans un sexisme condescendant: « C'est de l'art de femme cela, de l'art coquet, léger, tout de rêve adouci, d'observation aimable »,.
Elle est présente au salon de la Société des amis des arts de Seine & Oise en 1894, 1899 (Les poissons rouges et Le départ, pastels) et 1905 (Chez l'antiquaire, peinture).
Elle réalise également des illustrations pour la presse (ainsi en 1895 La servante dans L'Art français). Elle expose à Bordeaux en 1895 et à Angers en 1906 (Chez soi). Elle accroche à l'exposition de la Société des femmes artistes chez Georges Petit en 1905 et 1906.
Émile Loubet lui remet en 1902 au Salon de l'Union des femmes peintres et sculpteurs le ruban d'Officier d'Académie.
Veuve en 1907, elle semble ensuite  diminuer sa production artistique. Elle meurt la veille de ses 66 ans, en 1923, à Neauphle-le-Vieux.

## Galerie

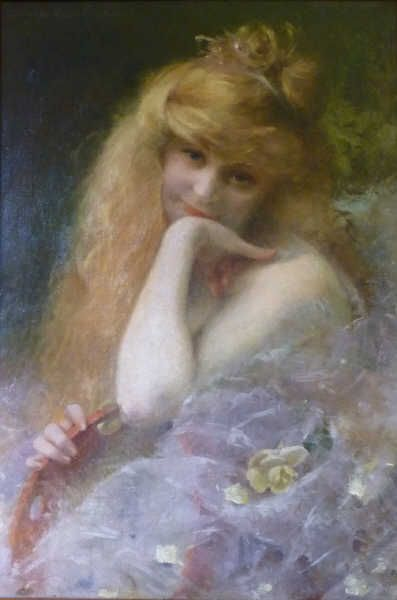
Portrait de femme au tambourin.
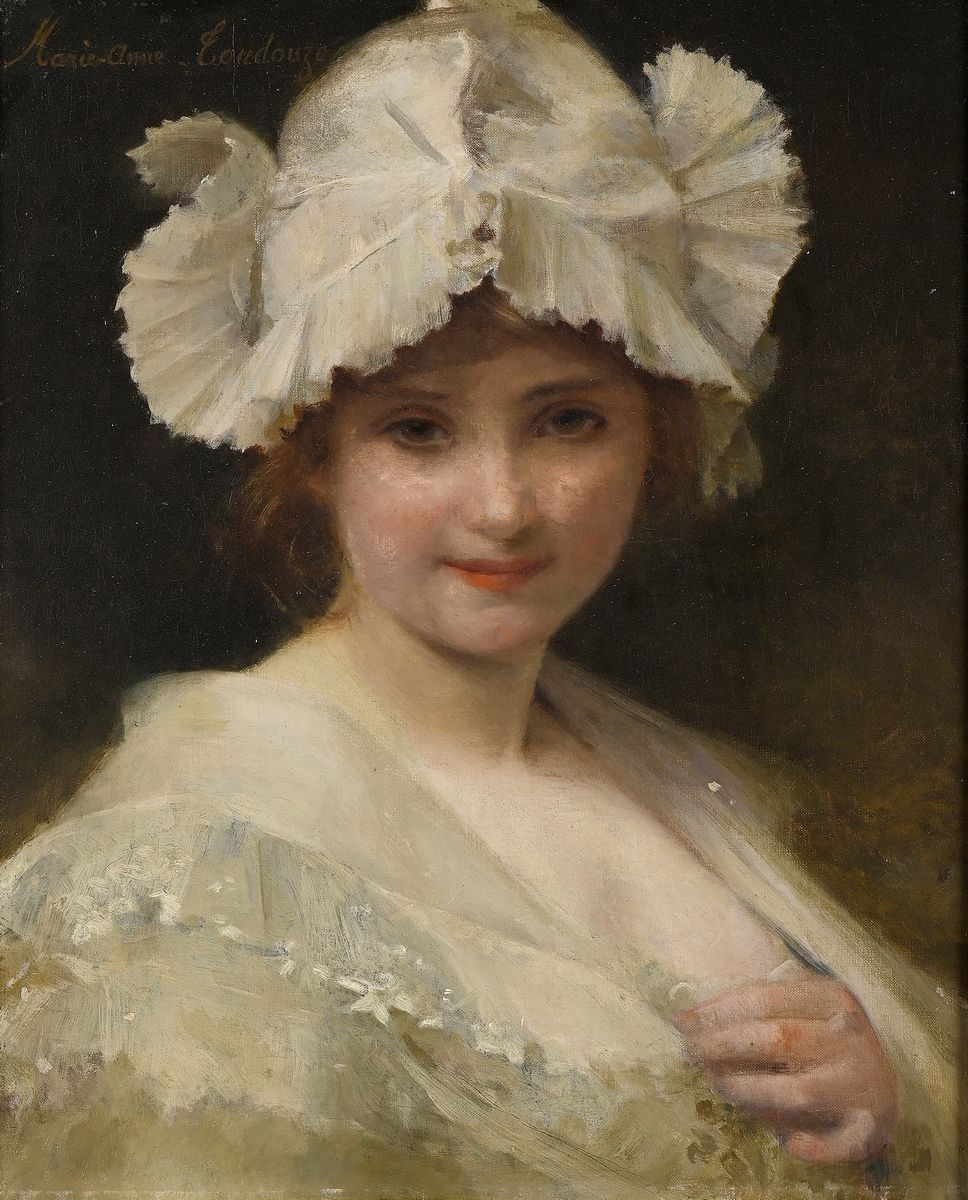
Jeune femme à la coiffe blanche.
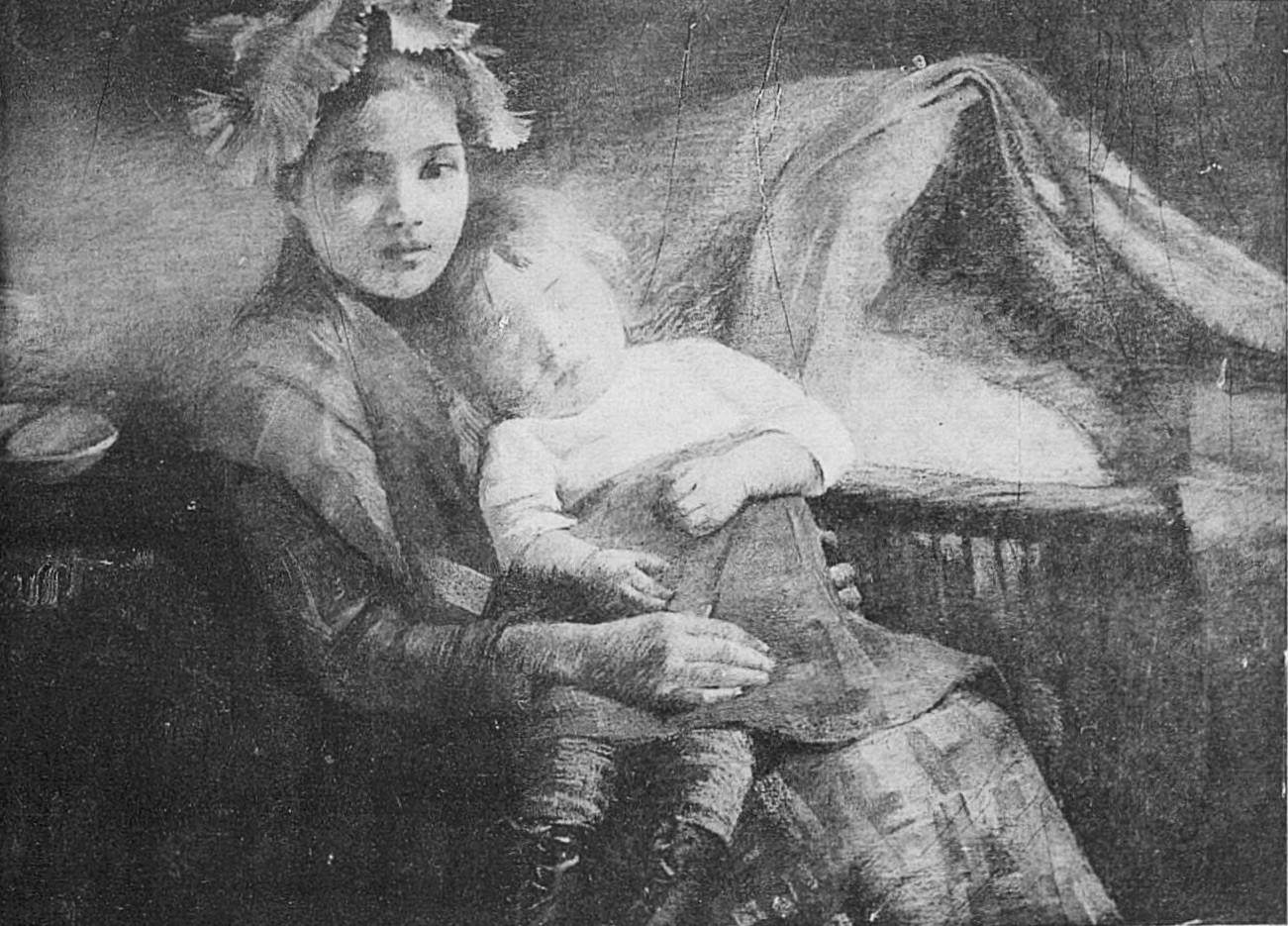
La Petite Soeur, pastel exposé au Salon de l'Union des femmes peintres et sculpteurs, 1898 (héliogravure de Buirette et Cie)
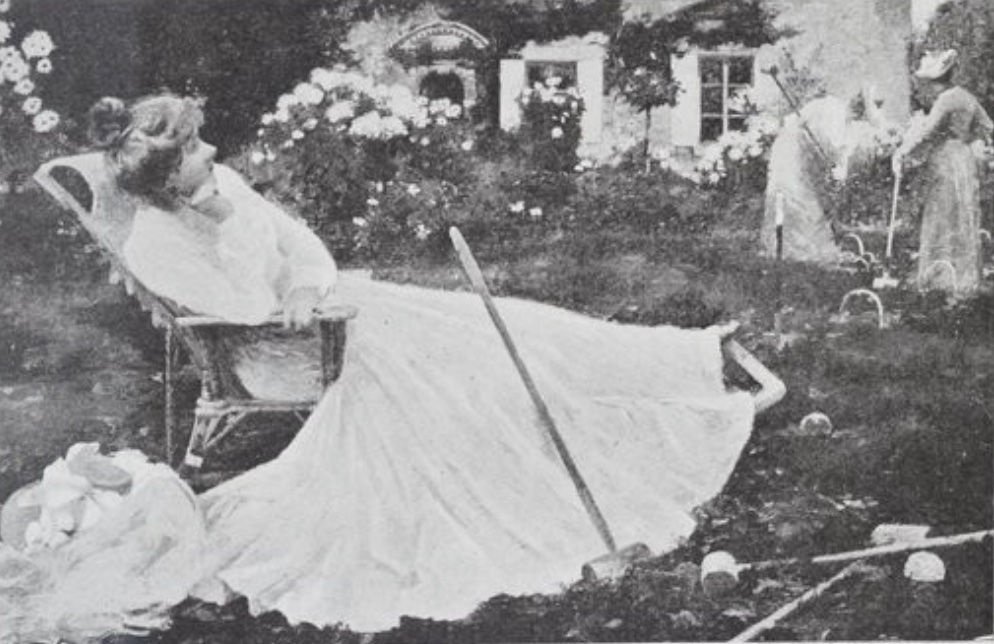
Le croquet, Salon des artistes français, 1907 (photographie).

## Iconographie

### Le portrait volé du musée d'Hyères
Un portrait représentant Marie-Anne Toudouze, peint par son époux Édouard Toudouze, est donné en 1947 par sa fille aux Musées nationaux et déposé l'année suivante au musée municipal d'Hyères, devenu ensuite le musée des cultures et du paysage.
L'œuvre, toujours présente en 1998, est portée disparue en 2005 alors que les collections du musée, fermé trois ans auparavant pour travaux, ont été transférées dans un garde-meuble dans l'attente de la réouverture. En septembre 2006, un étudiant repère, sur un site web spécialisé dans la reproduction d’œuvres d'art, le portrait d'une jeune fille qui correspond en tous points (nom de l'artiste, dimensions, photo) au portrait disparu d'Hyères, d'après la fiche de dépôt conservée dans les archives du musée d'Orsay. Une plainte pour vol est déposée en 2007. En 2023, cette œuvre se trouve toujours chez un marchand d'art londonien.